# Lamprotornis
Lamprotornis Temminck, 1820 è un genere di uccelli passeriformi  appartenente alla famiglia Sturnidae, diffusi nell'Africa subsahariana.

## Tassonomia
Comprende le seguenti specie:
- Lamprotornis nitens (Linnaeus, 1766) - storno splendente del Capo;
- Lamprotornis chalybaeus Hemprich e Ehrenberg, 1828 - storno splendente guanceblu maggiore;
- Lamprotornis chloropterus Swainson, 1838 - storno splendente guanceblu minore;
- Lamprotornis elisabeth (Stresemann, 1924) - storno splendente guanceblu del miombo;
- Lamprotornis chalcurus Nordmann, 1835 - storno splendente codabronzo;
- Lamprotornis splendidus (Vieillot, 1822) - storno splendente splendido;
- Lamprotornis ornatus (Daudin, 1800) - storno splendente di Príncipe;
- Lamprotornis iris (Oustalet, 1879) - storno smeraldino;
- Lamprotornis purpureus (Statius Müller, 1776) - storno splendente viola;
- Lamprotornis purpuroptera Rüppell, 1845 - storno splendente di Rüppell;
- Lamprotornis caudatus (Statius Müller, 1776) - storno splendente codalunga;
- Lamprotornis regius (Reichenow, 1879) - storno pettodorato;
- Lamprotornis mevesii (Wahlberg, 1856) - storno splendente di Meves;
- Lamprotornis australis (A. Smith, 1836) - storno splendente di Burchell;
- Lamprotornis acuticaudus (Barboza du Bocage, 1869) - storno splendente codaguzza;
- Lamprotornis superbus Rüppell, 1845 - storno superbo;
- Lamprotornis hildebrandti (Cabanis, 1878) - storno di Hildebrandt;
- Lamprotornis shelleyi (Sharpe, 1890) - storno di Shelley;
- Lamprotornis pulcher (Statius Müller, 1776) - storno panciacastana;
- Lamprotornis unicolor (Shelley, 1881) - storno cenerino;
- Lamprotornis fischeri (Reichenow, 1884) - storno di Fischer;
- Lamprotornis bicolor (J. F. Gmelin, 1789) - storno bianconero africano;
- Lamprotornis albicapillus (Blyth, 1855) - storno capobianco.